# 수원농생명과학고등학교
수원농생명과학고등학교(水原農生命科學高等學校)는 대한민국 경기도 수원시 장안구 영화동에 있는 공립 고등학교이다.

## 학교 연혁
- 1936년 6월 8일 : 수원공립농업학교 설립 인가
- 1936년 7월 1일 : 수원공립농업학교 개교(농업과 1학급, 5년제)
- 1945년 12월 21일 : 수원공립농림학교로 개칭
- 1951년 8월 31일 : 수원농림고등학교(농업과 2학급, 임업과 1학급, 축산과 1학급), 3년제 수원북중학교로 분리 개편
- 1982년 10월 30일 : 광교체육관 준공
- 1995년 3월 2일 : 수원농생명과학고등학교로 교명 변경(특수목적고등학교 교육과정 운영)
- 1996년 9월 25일 : 학칙변경 4개 학과 총 27학급 및 학급당 정원 40명 인가
- 1999년 3월 1일 : 특수학급 2학급 증설
- 2000년 3월 1일 : 특수학급 1학급 증설
- 2012년 8월 1일 : 학과개편(생물자원과학과 4학급, 식품생명과학과 4학급, 바이오시스템과 2학급)
- 2013년 9월 1일 : 특성화고 교육과정 자율 운영 자율학교 지정
- 2020년 3월 1일 : 제22대 김종운 교장 취임
- 2023년 12월 22일 : 제84회 졸업식(졸업생수 200명, 연인원 22,453명)
- 2024년 3월 4일 : 2024학년도 입학식(234명 입학)

## 설치 학과
- 식품생명과학과
- 반려동물과
- 생물자원과학과
- 바이오시스템과

## 참고 자료
- 수원농생명과학고등학교 - 한국교육학술정보원 학교알리미